# Daheim in den Bergen – Alte Pfade – Neue Wege
Alte Pfade – Neue Wege ist ein deutscher Fernsehfilm von Markus Imboden aus dem Jahr 2023. Es handelt sich um den zehnten Teil der Heimatfilmreihe Daheim in den Bergen. Catherine Bode und Theresa Scholze verkörpern die Schwestern Marie und Lisa Huber, Thomas Unger und Florian Panzner das Brüderpaar Georg und Florian Leitner. Tragende Rollen sind mit Christoph M. Ohrt, Judith Toth und Nadja Sabersky besetzt. Die Haupt-Gastrolle dieser Folge spielt Wanja Mues als ein an der Borderline-Persönlichkeitsstörung erkrankter Bauer, der für sich in seinem Leben keinen Sinn mehr sieht und Suizidgedanken hat. Die Erstausstrahlung fand am 12. Mai 2023 auf Das Erste im Rahmen der Reihe „Endlich Freitag im Ersten“ statt.

## Handlung
Lisa Huber hat nach dem Kaufvertrag für das Familienhotel mit der Münchner Geschäftsfrau Margot Walser ihr Lebensglück gefunden. Das Hotel ist noch vor der eigentlichen Eröffnung durch den Oberbürgermeister komplett ausgebucht. Auch einen neuen Koch hat sie in Rüdiger Bertram aus Bochum gefunden. Als Margot Walser vorbeischaut, bemerkt sie allerdings, dass er nur in der Lage ist, eine Currywurst zuzubereiten. Er schaut jeden Schritt auf seinem Smartphone nach und verdirbt mit seiner Ahnungslosigkeit die Speisen. Der Bauernnachbar Andi Steinel setzt seine Kühe auf den Leitner-Wiesen aus, weil sie bei ihm kein Zuhause haben. Er ist von einer Borderline-Persönlichkeitsstörung geplagt und seine Ehe wurde vor einem Jahr aus diesem Grunde geschieden. Er hat Suizidgedanken, die er letztlich auch in die Tat umsetzt. Georg Leitner kann ihn noch lebend aus seinem Auto, in das er zuvor giftige Abgase eingeleitet hat, befreien. Auf Marie Huber wartet indes ebenfalls ein bitteres Schicksal. Beim Steinpilzesammeln im nahegelegenen Wald an der Huber-Alpe kann sie auf einmal ihre Beine nicht spüren und sieht nichts mehr. Die Alpe-Gäste, die währenddessen auf ihre Tochter Fritzi aufpassen müssen, sind besorgt über den über zwei Stunden gehenden Waldbesuch und Mila Leitner macht sich auf die Suche nach ihr. Sie vernimmt Hilferufe von Marie und kann den Rettungswagen alarmieren. Im Krankenhaus kann man nach der Untersuchung der Entzündungsherde Marie Huber die Diagnose Multiple Sklerose mitteilen, was ihr ganzes Leben in Frage stellt.

## Drehorte
Der zehnte Film der ARD-Heimatfilmreihe wurde unter dem Arbeitstitel Auf eigenen Beinen zeitgleich mit dem vorhergehenden neunten Film Die Zweitgeborenen vom 17. August 2021 bis zum 14. Oktober 2021 an Schauplätzen im Allgäu gedreht.

## Kritik
Die Kritiker der Fernsehzeitschrift TV Spielfilm vergaben für den Humor und die Spannung je einen von drei möglichen Punkten und schrieben kritisch in bairischer Mundart: „Aus dem Ärmel geschüttelte Schicksalsschläg“.